# Central de Autobuses Córdoba
La Terminal de Autobuses de Córdoba  es la principal terminal de autobuses de la Ciudad, sede de líneas de autobuses del Grupo ADO, Coordinados ADIC, Autotransportes de Córdoba (Plateados) y otras que prestan servicios regionales y locales; además de empresas de paquetería express.
Los destinos foráneos principales son el Puerto de Veracruz, la Ciudad de México y Puebla; aunque se ofrecen corridas al Centro y Sureste del País a través de líneas como Autobuses de Oriente (ADO), Omnibus Cristóbal Colón (OCC), Autobuses Unidos (AU), Autobuses Cuenca, Transportes Regionales Veracruzanos (TRV), Astro Plus, Autotransportes de Córdoba (Plateados) y otras líneas de transporte local o regional con servicios de primera, lujo, ejecutivo y económico.

## Ubicación
Se encuentra ubicado en la Prolongación Avenida 6 s/n entrando por la Calle Dr.Othon Arroniz B en la Colonia Agustín Millan Córdoba, Veracruz en esa central hay estacionamiento, sitio de taxi, así también como transporte público.
Referencias de ubicación: Entre la calle 35 y la Avenida 39 cerca de la Tienda Soriana.

## Historia
Desde la inauguración en ese proyecto de la nueva Central de Autobuses Cordoba concluida en 1992 es un rectángulo dentro y fuera en esa terminal de las 4 plataformas por donde se realiza de las actividades de salidas y llegadas, salas de espera, venta de boletos, cafetería, sanitario y comercio, construida en una fachada, y pasillo.

### Ampliación y Renovación
En marzo de 2015 se reinauguró con una nueva modernización ya que se consolida ofreciendo a sus usuarios de la gran experiencia de viaje, las necesidades de espacio, atención, comodidad y seguridad.cuenta con una superficie de 14,540m2 equipada con un área de taquillas, sala de espera, sanitarios, área de documentación de equipaje y oficinas administrativaS

## Destinos
| Líneas de Autobuses                            | Destinos |
| ---------------------------------------------- | --- |
| Autobuses de Oriente ADO SALA 1                | Acayucan, Agua Dulce, Alvarado, Angel R. Cabada, Apan, Asunción Nochixtlan, Campeche, Cancún, Cardel, Cardenas, Catemaco, Chetumal, Cd. Mendoza, Cd. del Carmen, Cd. Lerdo, Coatzacoalcos, Comalcalco, Cosamaloapan, Escárcega, Fortín de las Flores, Frontera, Juan Rodríguez Clara, Las Choapas, Matamoros, Mérida, Cd. de México TAPO, Cd. de México Norte, Minatitlán, Nanchital, Naranjos, Oaxaca, Orizaba, Paraíso, Pichucalco, Playa del Carmen, Poza Rica, Puebla CAPU, San Andrés Tuxtla, San Cristóbal, Santa Cruz, Santiago Tuxtla, Soto la Marina, Tampico, Teapa, Tehuacán, Tierra Blanca, Tlacotalpan, Tlalnepantla, Tres Valles, Tuxpan, Tuxtepec, Tuxtla Gutiérrez, Vega de la Torre, Veracruz CAVE, Veracruz Norte, , Xalapa |
| Omnibus Cristobal Colon OCC SALA 1             | Arriaga, Comitán, Escuintla, Juchitán de Zaragoza, La Tinaja, Mapastepec, Matías Romero, Cd. de México TAPO, Cd. de México Norte, Puebla CAPU, Salina Cruz, San Cristóbal de las Casas, Tapachula, Tehuantepec, Tlalnepantla, Tonalá, Tuxtla Gutiérrez. |
| ADO Platino/GL SALA 1                          | Cancún, Cd. del Carmen, Coatzacoalcos, Mérida, Cd. de México TAPO, Cd. de México Norte, Cd. de México Aeropuerto Terminal 1, Minatitlán, Orizaba, Playa del Carmen, Puebla CAPU, Villahermosa. |
| Autobuses Estrella de Oro SALA 1               | Acapulco Cuauhtémoc, Chilpacingo, Cuernavaca, Veracruz CAVE. |
| Autobuses Unidos AU SALA 2                     | Acayucan, Alvarado, Angel R. Cabada, Arriaga, Cardenas, Catemaco, Chauites, Cd. Mendoza, Cd. Lerdo, Coatzacoalcos, Cosamaloapan, Cosoleacaque, El Barrio, Jáltipan, Joachin, Juan Rodríguez Clara, Juchitán de Zaragoza, La Tinaja, Loma Bonita, María Lombardo de Caso, Matías Romero, Ciudad de México TAPO, Ciudad de México Norte, Minatitlán, Oaxaca AU, Oaxaca Periférico, Orizaba, Playa Vicente, Puebla CAPU, Salina Cruz, San Andrés Tuxtla, Santa Cruz, Santiago Tuxtla, Tapanatepec, Tehuacán, Tehuantepec, Tepeaca, Tierra Blanca, Tlalnepantla, Tres Valles, Tuxtepec, Veracruz CAVE, Villahermosa, Villa Azueta, Villa Isla, Zanatepec.                                                                                         |
| Transportes Regionales Veracruzanos TRV SALA 2 | Alvarado, Cosamaloapan, Orizaba, Tezonapa, Tierra Blanca, Tlacotalpan, Veracruz CAVE. |
| Autobuses Astro Plus SALA 3                    | Capricho, Chocaman, Coscomatepec, Fortín de las Flores, Huatusco, Tezonapa, Tierra Blanca, Xalapa. |
| Autobuses Astro Plus New SALA 3                | Chocaman, Coscomatepec, Fortín de las Flores, Huatusco, Monte Blanco. |
| Autobuses Galaxy SALA 3                        | Tezonapa, Tierra Blanca. |
| Autobuses Terranova SALA 3                     | Coscomatepec, Huatusco. |
| Transportes Pasaje de la Mixtequilla SALA 4    | Boca del Río, Fortín de las Flores, Ignacio de la Llave, La Capilla, La Tinaja, Mixtequilla, Moralitos, Paso del Toro, Piedras Negras, Orizaba, Veracruz CAVE. |
| Autotransporte Centauros de Oriente SALA 4     | Cd. Mendoza, Chocaman, Coscomatepec, Cuautlapa, Dos Rios, Fortin de las Flores, Huatusco, Huiloapan, Iztaczoquitlan, Monte Blanco, Nogales, Orizaba, Rio Blanco. |
| Autotransporte Potrero SALA 4                  | Camarón de Tejeda, Cuitlahuac, General Miguel Alemán, Paso del Macho, Peñuela, Potreo Viejo, Soledad de Doblado, Yanga, Veracruz CAVE |
| Autotransportes de Córdoba (Plateados) SALA 4  | Fortín de las flores, Cuitlahuac, Orizaba, Peñuela, Yanga. |

## Acceso a otros medios de transporte
- Transporte urbano y suburbano
- Servicio de Taxi